# Paulina Borys
Paulina Borys (ur. 14 maja 1998) – polska lekkoatletka, skoczkini wzwyż.

## Osiągnięcia
| Rok  | Impreza                                                  | Miejsce  | Lokata            | Wynik |
| ---- | -------------------------------------------------------- | -------- | ----------------- | ----- |
| 2013 | Olimpijski festiwal młodzieży Europy                     | Utrecht  | 1. miejsce        | 1,79  |
| 2014 | Eliminacje europejskie do igrzysk olimpijskich młodzieży | Baku     | el. – 16. miejsce | 1,74  |
| 2014 | Mistrzostwa świata juniorów                              | Eugene   | el. – 13. miejsce | 1,82  |
| 2015 | Mistrzostwa świata juniorów młodszych                    | Cali     | 6. miejsce        | 1,75  |
| 2017 | Mistrzostwa Europy juniorów                              | Grosseto | kwalifikacje      | NM    |
| 2019 | Młodzieżowe mistrzostwa Europy                           | Gävle    | 10. miejsce       | 1,80  |
| 2024 | Mistrzostwa Europy                                       | Rzym     | kwalifikacje      | 1,76  |

Złota medalistka mistrzostw Polski młodzików, kadetów oraz juniorów.

## Rekordy życiowe
- Skok wzwyż (hala) – 1,86 (2018, 2019, 2023, 2024)
- Skok wzwyż (hala) – 1,90 (2025)

W 2013 ustanowiła wynikiem 1,80 nieoficjalny rekord Polski młodziczek.